# مظاهرات 30 يونيو 2013 في مصر
جرت مظاهرات 30 يونيو 2013 في مصر في محافظات عدة، نظمتها أحزاب وحركات معارضة للرئيس محمد مرسي كحركة تمرد وجبهة الإنقاذ الوطني، كما دعت لها عدة قنوات مصرية مؤثرة كقناة الفراعين. توقيت المظاهرات كان محددًا مسبقًا منذ أسابيع. قدرت هيئة الإذاعة البريطانية عدد المحتجين بنحو 4 مليون متظاهر، بينما قالت مصادر أخري أنهم بلغوا 14 مليون أو 30 مليون متظاهر. طالب المتظاهرون برحيل الرئيس محمد مرسي، الذي أمضى عامًا واحدًا في الحكم متهمين إياه بالفشل في إدارة البلاد. ورددوا هتافات «يسقط حكم المرشد» و«يسقط تجار الدين» و «ارحل يا مرسي» و«ضحكوا علينا باسم الدين لا إخوان ولا مسلمين». في يوم 3 يوليو، أعلن وزير الدفاع الفريق أول عبد الفتاح السيسي وقتها إنهاء حكم محمد مرسي، وتسليم السلطة لرئيس المحكمة الدستورية العليا، المستشار عدلي منصور الذي رقَّى السيسي إلى رتبة المشير بعد ثمانية أشهر.
في اليوم الأول من التظاهرات وقع قتلى وجرحى. وأحرقت مكاتب لجماعة الإخوان المسلمين، ومقرها في المقطم بالقاهرة. الاشتباكات عند مقر الإخوان في المقطم أوقعت 10 قتلى. في اليوم التالي، وقد جرت مظاهرات في الشهر نفسه للقوى المؤيدة للرئيس مرسي وحملت شعارات «نبذ العنف» و«الدفاع عن الشرعية».
في عصر اليوم التالي، 1 يوليو، أصدرت القيادة العامة للقوات المسلحة بيانًا يمهل القوى السياسية مهلة مدتها 48 ساعة لتحمل أعباء الظرف التاريخي، وذكر البيان أنه في حال لم تتحقق مطالب الشعب خلال هذه المدة فإن القوات المسلحة ستعلن عن خارطة مستقبل وإجراءات تشرف على تنفيذها. في أعقاب ذلك، طالب كل من حزب النور السلفي والدعوة السلفية الرئيس محمد مرسي بالموافقة على إجراء انتخابات رئاسية مبكرة، وجاء في البيان تعبير عن الخشية من عودة الجيش للحياة العامة. وفي نفس اليوم استقال خمس وزراء من الحكومة المصرية تضامنًا مع مطالب المتظاهرين، واستقال مستشار الرئيس للشؤون العسكرية الفريق سامي عنان، الذي قال أن منصبه كان شرفيًا ولم يكلف بأي مهمة. وقدم 30 عضوًا في مجلس الشورى استقالاتهم. وذكرت وكالة أنباء الشرق الأوسط، وكالة الأنباء الرسمية، أن محمد كامل عمرو وزير الخارجية قدم استقالته، ولم تقدم تفاصيل أكثر. وفي الليل، أصدر التحالف الوطني لدعم الشرعية بيانًا جاء فيه إعلان الرفض البات والمطلق محاولة «البعض استرداد هذا الجيش للانقضاض على الشرعية والانقلاب على الإرادة الشعبية». وقد أعلنت وزارة الداخلية في بيان لها تضامنها مع بيان القوات المسلحة مذكرة بأنها تقف على مسافة واحدة من جميع التيارات السياسية. وأسهم بيان الجيش في دفع مؤشرات البورصة المصرية حيث زادت القيمة السوقية للأسهم نحو عشرة مليارات جنيه.
وأصدرت الرئاسة المصرية بيانًا في الساعات الأولى من الثلاثاء 2 يوليو جاء فيه أن الرئاسة المصرية ترى أن بعض العبارات الواردة في بيان الجيش «تحمل من الدلالات ما يمكن أن يتسبب في حدوث إرباك للمشهد الوطني المركب».
في 3 يوليو، وبعد انتهاء المهلة التي منحتها القوات المسلحة للقوى السياسية، في التاسعة مساءً، وبعد لقاء مع قوى سياسية ودينية وشبابية، أعلن وزير الدفاع الفريق أول عبد الفتاح السيسي وقتها والمشير حاليا، إنهاء حكم الرئيس محمد مرسي على أن يتولى رئيس المحكمة الدستورية العليا إدارة شئون البلاد لحين إجراء انتخابات رئاسية مبكرة، مع جملة إجراءات أخرى أعلن عنها. وتبع ذلك البيان احتفالات في ميدان التحرير وعدد من المحافظات المصرية.

## الخلفية والتحضير

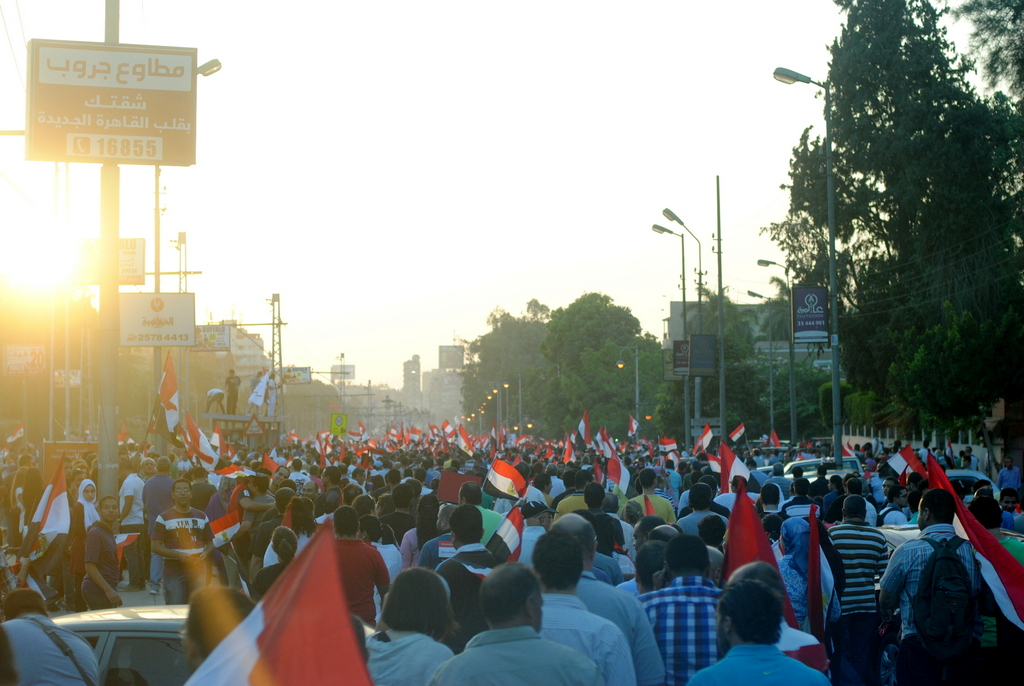
مسيرة احتجاجية مناهضة لمرسي في القاهرة، مصر، 28 يونيو 2013

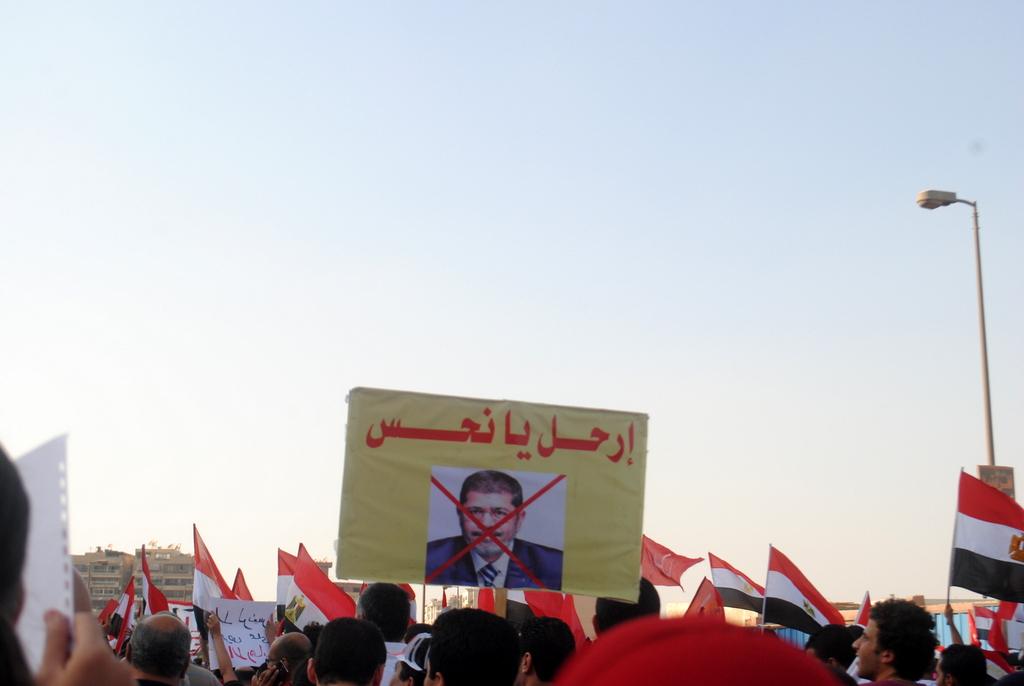
محتجون معارضون لمرسي في يونيو 2013.

تولى محمد مرسي رئاسة الجمهورية بعد فترة أدار فيها المجلس الأعلى للقوات المسلحة شؤون البلاد عقب سقوط حكم محمد حسني مبارك الذي أعلن تنحيه عن الحكم بعد 18 يومًا من التظاهرات. مع مرور عشرة أشهر على حكم محمد مرسي، تأسست حركة تمرد في 26 أبريل 2013، وهي حركة تجمع توقيعات المصريين لسحب الثقة من محمد مرسي وإجراء انتخابات رئاسية مبكرة. أعلنت الحركة عن جمع 22 مليون توقيع لسحب الثقة من مرسي، ودعت هؤلاء الموقعين للتظاهر يوم 30 يونيو. وقد تجاهل مرسي هذه التوقيعات ورفض إجراء الانتخابات المبكرة واصفا اياها بالمطالب العبثية. ورفضت المعارضة دعوة محمد مرسي للحوار وتشكيل لجنة لتعديل الدستور والمصالحة الوطنية، وذلك في خطاب امتد لساعتين ونصف. وتلا محمد البرادعي بيان جبهة الإنقاذ المعارضة، وقال إن خطاب محمد مرسي «عكس عجزًا واضحًا عن الإقرار بالواقع الصعب الذي تعيشه مصر بسبب فشله في إدارة شؤون البلاد منذ أن تولى منصبه قبل عام». وتمسكت الجبهة بالدعوة إلى إجراء انتخابات رئاسية مبكرة.
دعا شيخ الأزهر أحمد الطيب في بيان كل مصري إلى تحمل مسؤوليته «أمام الله والتاريخ والعالم» وحذر من الانجراف إلى الحرب الأهلية «التي بدت ملامحها في الأفق والتي تنذر بعواقب لا تليق بتاريخ مصر ووحدة المصريين ولن تغفرها الأجيال لأحد». ودعا بابا الأقباط الأرثوذكس تواضروس الثاني المصريين إلى التفكير معًا والتحاور معًا، وطلب منهم الصلاة من أجل مصر.

### 30 يونيو
تجمع عدد كبير من معارضي نظام الرئيس المصري محمد مرسي في الذكرى الأولى لتوليه منصب رئيس الجمهورية مطالبين بإجراء انتخابات رئاسية مبكرة، وقد تركزت التجمعات في ميدان التحرير وفي الميادين الرئيسية في عدد كبير من المحافظات، فيما خرج أنصار مرسي في تظاهرات مؤيدة له في أماكن مختلفة أبرزها وأكبرها في ميداني رابعة العدوية والنهضة
في القاهرة قامت حركة تمرد بالتظاهر أمام قصر الاتحادية وعرض الاستمارات التي وقعها عدد كبير من المصريين، بلغ 22 مليون بحسب ما اعلنته الحركة، مطالبة بعزل محمد مرسي.

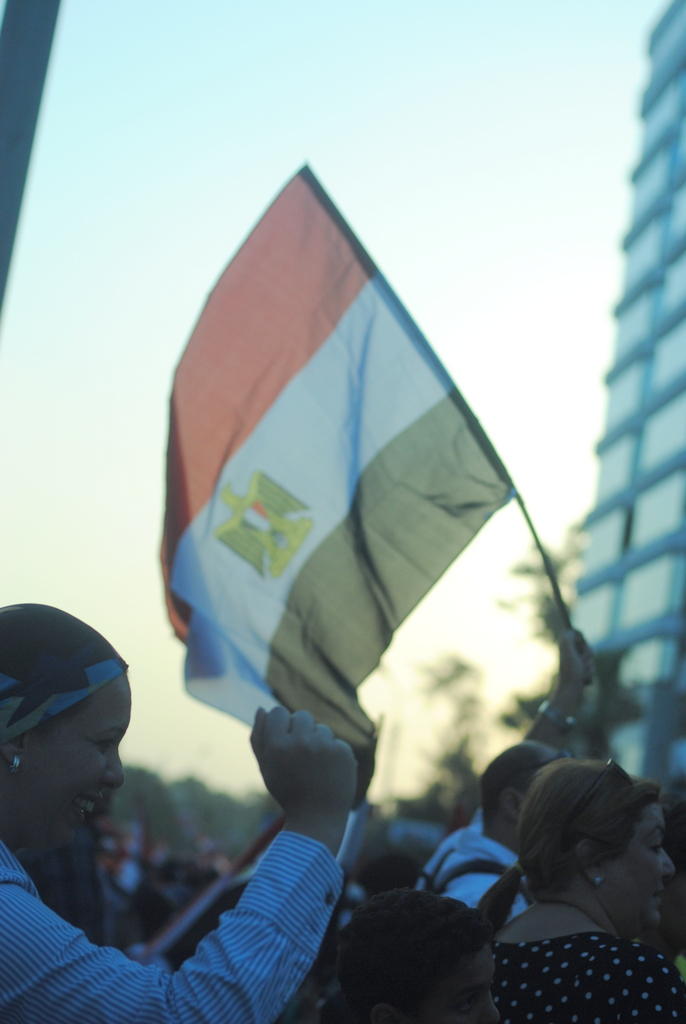
متظاهرون يرفعون علم مصر في يونيو 2013.

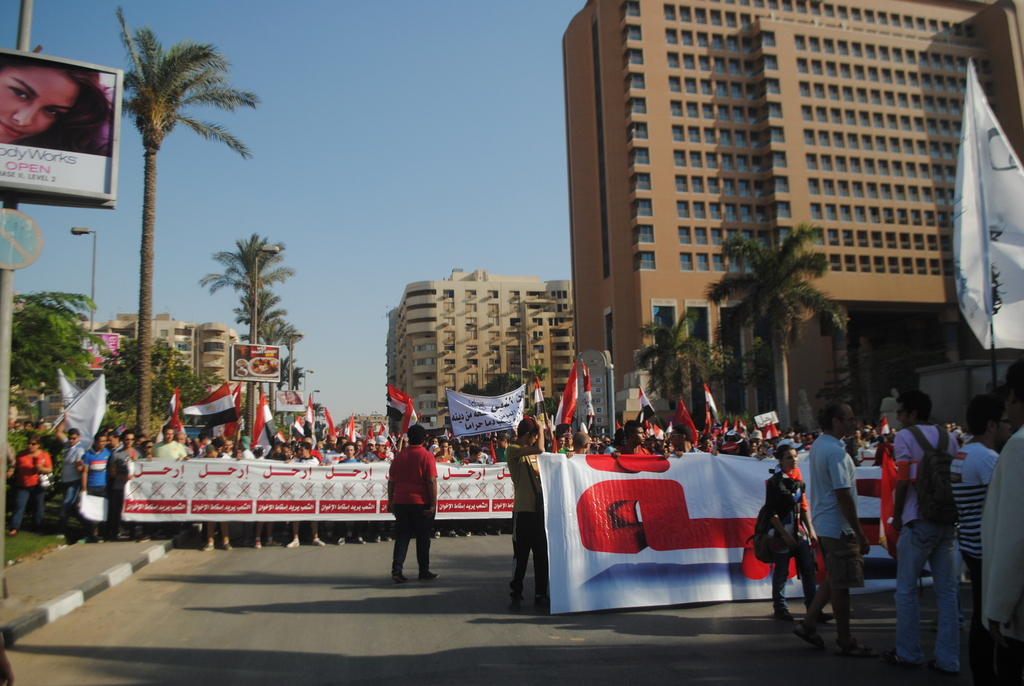
متظاهرون في يونيو 2013

### 1 يوليو
أصدر وزير الدفاع المصري آن ذاك الفريق أول عبد الفتاح السيسي بيانًا في الرابعة عصرًا بتوقيت القاهرة، ذكر فيه «مظاهرات وخروج شعب مصر العظيم» وأن «من المحتم أن يتلقى الشعب ردًا على حركته، وعلى ندائه من كل طرف يتحمل قدرًا من المسؤولية في هذه الظروف الخطرة المحيطة بالوطن». وأشار البيان إلى أن القوات المسلحة «لن تكون طرفًا في دائرة السياسة أو الحكم». وأن الأمن القومي للدولة معرض لخطر شديد إزاء التطورات التي تشهدها. البيان أشار أيضًا إلى معاناة الشعب المصري، وأنه «لم يجد من يرفق به أو يحنو عليه». أمهلت القوات المسلحة في بيانها هذا مهلة 48 ساعة للجميع «لتلبية مطالب الشعب».
اثار إصدار هذا البيان فرحة واضحة في المطالبين بإسقاط الرئيس في جميع أنحاء البلاد، واستمرت صيحات «الجيش والشعب إيد واحدة».

### 2 يوليو
أصدرت محكمة النقض حكمًا ببطلان تعيين النائب العام طلعت عبد الله، الذي شغل المنصب بعد عزل مرسي لعبد المجيد محمود. ووقعت اشتباكات في محيط جامعة القاهرة استمرت إلى صباح اليوم التالي، أدت إلى مقتل 22 شخصًا.

### 3 يوليو

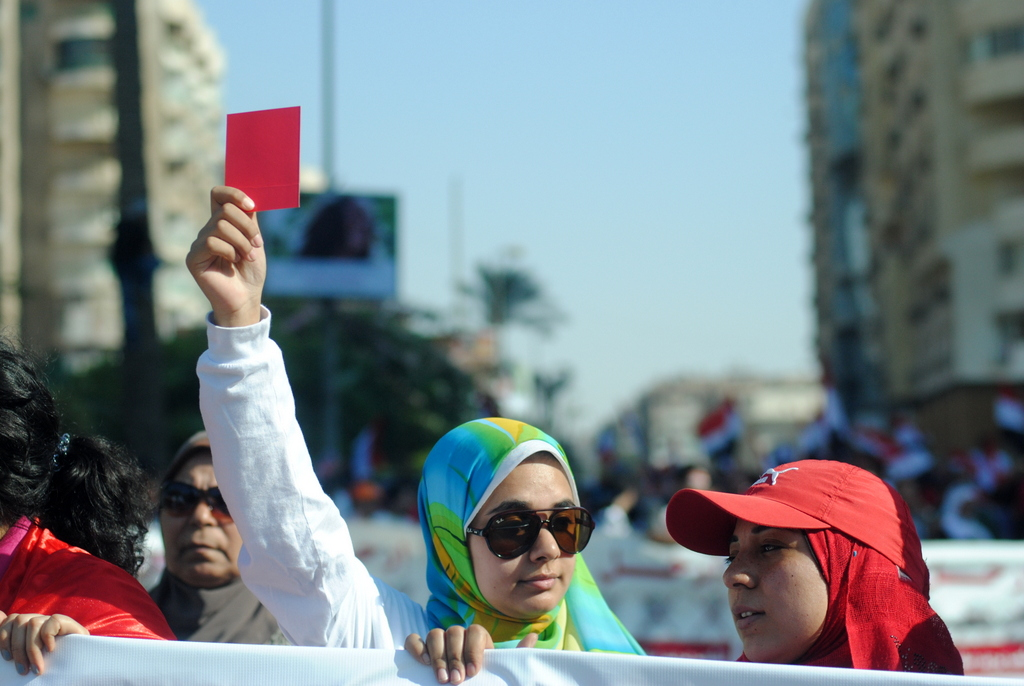
متظاهرات يرفعون الكارت الأحمر لمرسي.

أعلن المتحدث العسكري العقيد أحمد علي أن قيادة القوات المسلحة تجتمع بقيادات سياسية ودينية شبابية، وأضاف أن بيانًا سيصدر عن القيادة العامة بعد انتهاء الاجتماع. في أثناء ذلك نُشر على صفحة فيس بوك الخاصة بمستشار الرئيس للشئون الخارجية عصام الحداد منشورًا باللغة الإنجليزية، جاء في مقدمته «من أجل مصر والدقة التاريخية هيا ندعو ما يحدث في مصر باسمه الحقيقي: انقلاب عسكري». وقال أن هذه الكلمات ربما تكون آخر ما يكتب على صفحته. لكن المنشور ذكر أيضًا أن شعبية الرئيس مرسي تراجعت بشدة.
بعد اجتماع لقادة القوات المسلحة مع قوى سياسية ودينية وشبابية، في حوالي التاسعة مساءً بتوقيت القاهرة، أذاع التلفزيون الرسمي بيانًا ألقاه وزير الدفاع عبد الفتاح السيسي، أنهى فيه رئاسة محمد مرسي، وعرض خارطة طريق سياسية للبلاد اتفق عليها المجتمعون، تتضمن تسليم السلطة لرئيس المحكمة الدستورية العليا حتى إجراء انتخابات رئاسية مبكرة، وبين أن له سلطة إصدار إعلانات دستورية. وتشكيل حكومة كفاءات وطنية، وتشكيل لجنة من التيارات السياسية وخبراء الدستور لمراجعة دستور 2012 الذي عطل مؤقتًا. وجاء في البيان أيضًا دعوة المحكمة الدستورية العليا إلى سرعة إصدار قانون انتخابات مجلس النواب.
وحضر ذلك الاجتماع كلا من: عبد الفتاح السيسي، محمد البرادعي، شيخ الأزهر أحمد الطيب، والبابا تواضروس الثاني، ممثل عن حزب النور، ممثل عن حركة تمرد.

## تدخل الجيش

بيان القوات المسلحة لعزل مرسي إستجابة للمتظاهرين.

طالب المتظاهرون المعارضون للرئيس الأسبق محمد مرسي بتدخل الجيش للإستجابة لمطالبهم ورددوا هتاف «إنزل يا سيسي مرسي مش رئيسي»، وقد أعلنت القيادة العامة للقوات المسلحة عدة بيانات تمهل فيها الرئيس الأسبق محمد مرسي لكي يحل خلافاته مع معارضيه وإلا ستتدخل لحل الأزمة، ولكن أعلن مرسي رفضه لها. وفي 3 يوليو 2013، قاد وزير الدفاع اللواء عبد الفتاح السيسي ائتلافًا لإزاحة مرسي من السلطة ووقف العمل بالدستور وأعلنت القوات المسلحة إنحيازها لمطالب الشعب. وجاءت هذه الخطوة بعد أن زعم الجيش أن إنذاراته للحكومة بـ "حل خلافاتها" مع المعارضين لمنع حدوث حرب أهلية قد تم تجاهله. اعتقل الجيش مرسي وقادة الإخوان المسلمين، وأعلن رئيس قضاة المحكمة الدستورية العليا عدلي منصور رئيسًا مؤقتًا لمصر. وأعقب الإعلان إحتفالات ومظاهرات واشتباكات بين مؤيدين ومعارضين للخطوة في عموم مصر. عمل الجيش بحضور شيخ الأزهر أحمد الطيب، بابا الأقباط الأرثوذكس تواضروس الثاني وزعيم المعارضة محمد البرادعي، وممثل حزب النور السلفي جلال مرة.

## مظاهرات مضادة

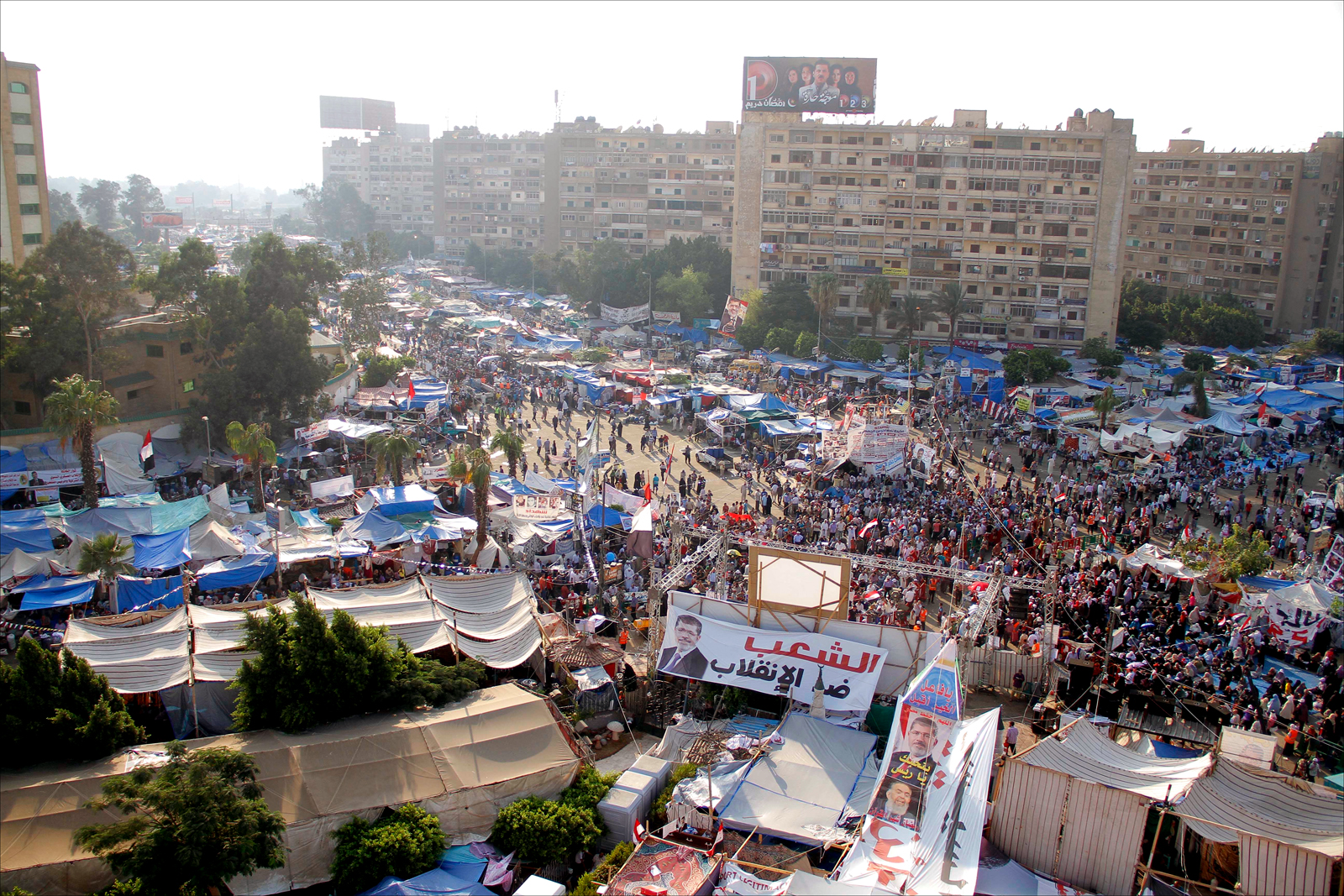
مظاهرات مؤيدو مرسي في رابعة العدوية.

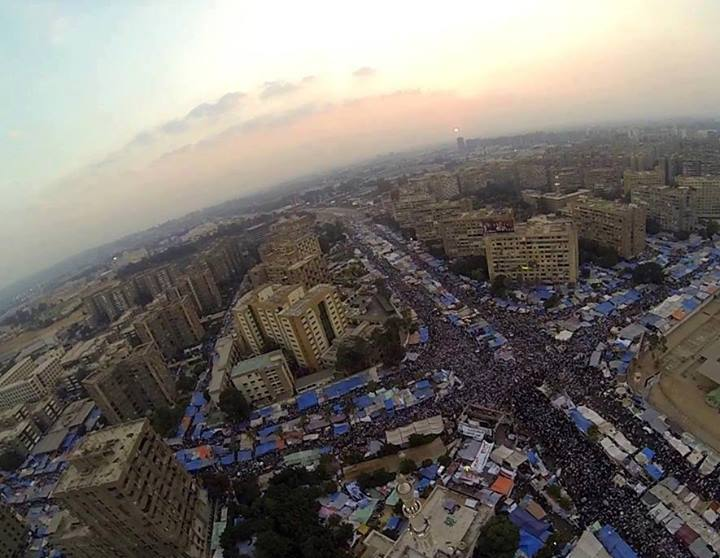
صورة جوية لمؤيدي مرسي.

دعي التحالف الوطني لدعم الشرعية لمظاهرات مضادة تزامنت مع اعتصام معارضي الرئيس محمد مرسي بميدان التحرير تنديدًا بسياسياته ومطالبته بالتنحي وإعلان إنتخابات رئاسية جديدة، فخرج عشرات الآلاف من مؤيدي بقاء محمد مرسي من أطياف أخرى كثيرة من الشعب المصري ليست منتسبة لجماعة الإخوان المسلمين للإعتراض علي دعوات إسقاط محمد مرسي في ميدان رابعة العدوية وإعتصام ميدان القائد إبراهيم في الإسكندرية واعتصام ميدان النهضة بالجيزة وميدان رمسيس بالقاهرة وميدان الشون بالمحلة الكبرى، وأمام الحرس الجمهوري وفي 2 أغسطس قُدر عدد معتصمي رابعة بنحو 85 الف متظاهر.
وفي 14 أغسطس 2013 تدخلت قوات الأمن المصرية لفض الإعتصامات بعد فشل المفاوضات لفضه سلميًا وضمان الخروج الأمن للمعتصمين، حيث أتهمت وزارة الداخلية الأعتصام بأنه مسلح ويهدد أمن الدولة. مما أدي لـ 904–1,000+ قتيل منهم 817 في ميدان رابعة العدوية، و87 في ميدان النهضة وإعتقال نحو 22,000 شخص في كافة أنحاء البلاد بحسب منظمة هيومن رايتس ووتش. بجانب مقتل 43 شرطي وإصابة 200 أخرون بحسب وزارة الداخلية.

## الخصائص

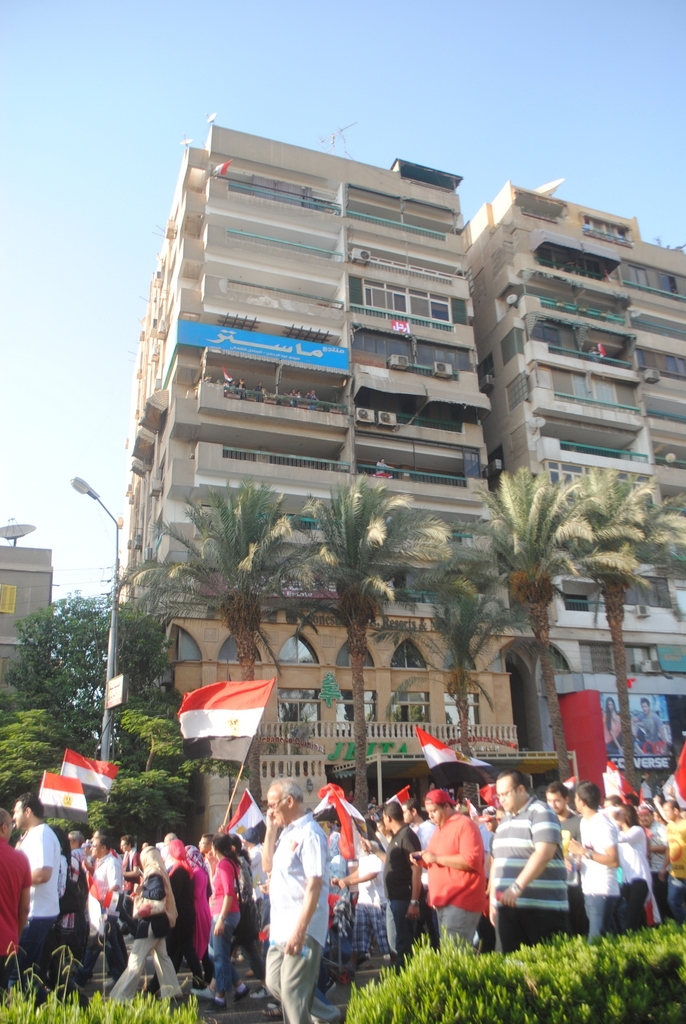
مظاهرات ضد مرسي.

### المشاعر المعادية لأمريكا
منذ تنصيب محمد مرسي في يونيو 2012، نما الشعور بمعاداة أمريكا داخل جزء كبير من المجتمع المصري الذي عارض مرسي والإخوان المسلمين. تم تحديد آن دبليو باترسون، السفيرة الأمريكية في مصر، خلال الأحداث باعتبارها المسؤولة عن التآمر المزعوم لإحضار مرسي إلى السلطة وعقد صفقات مع كبار مسؤولي جماعة الإخوان المسلمين. قالت باترسون سابقًا إن البيت الأبيض يدعم محمد مرسي. وقالت "البعض يقول إن تحركات الشارع ستؤدي إلى نتائج أفضل من الانتخابات. بصراحة ، أنا وحكومتي متشككون بشدة". عدد من النشطاء البارزين مثل جورج اسحق أطلق عليها اسم "السيدة الشريرة التي تخلق الانقسامات" بينما قال حسن شاهين، أحد مؤسسي حركة تمرد، إن "أمريكا والإخوان اتحدوا لإسقاط الشعب المصري". قدم معارضو مرسي رمزًا لها في الشوارع، مما يعكس غضبهم مما يعتقدون أنه دور الحكومة الأمريكية المتداخل في شؤون البلاد.
في ميدان التحرير ومواقع الاحتجاج الأخرى في جميع أنحاء مصر، كانت هناك لافتات كبيرة تعبر عن الحب للشعب الأمريكي والكراهية تجاه الإدارة الأمريكية. كانت الملصقات المعادية لأمريكا شائعة بين المتظاهرين المناهضين لمرسي، حيث تم لصق صورة باترسون على لافتات عليها علامة X حمراء اللون أو ملطخة بالشتائم، وأكثرها شيوعًا هي "الحيزبون" (وتعني الغول).

## إجراءات مصاحبة لعزل محمد مرسي

### شخصيات منعت من السفر أو اعتقلت
صدرت إجراءات قضائية ضد عدد من الشخصيات القيادية في التيار الإسلامي:
| الشخصية                | المنصب                                   | الحالة                          |
| ---------------------- | ---------------------------------------- | ------------------------------- |
| محمد مرسي              | رئيس الجمهورية                           | منع من السفر، ابتداءً من 4 يوليو |
| محمد بديع              | مرشد جماعة الإخوان المسلمين              | منع من السفر، ابتداءً من 4 يوليو |
| خيرت الشاطر            | نائب مرشد جماعة الإخوان المسلمين         | منع من السفر، ابتداءً من 4 يوليو |
| محمد البلتاجي          | نائب وقيادي بجماعة الإخوان               | منع من السفر، ابتداءً من 4 يوليو |
| صفوت حجازي             | داعية إسلامي                             | منع من السفر، ابتداء من 4 يوليو |
| سعد الكتاتني           | رئيس مجلس الشعب السابق                   | منع من السفر، ابتداء من 4 يوليو |
| عاصم عبد الماجد        | عضو مجلس شورى الجماعة الإسلامية          | منع من السفر، ابتداء من 4 يوليو |
| صبحي صالح              | عضو مجلس الشعب السابق عن الحرية والعدالة | منع من السفر، ابتداء من 4 يوليو |
| عصام العريان           | نائب رئيس حزب الحرية والعدالة            | منع من السفر، ابتداءً من 4 يوليو |
| عصام سلطان             | نائب رئيس حزب الوسط                      | منع من السفر، ابتداءً من 4 يوليو |
| حمدي حسن               | -                                        | منع من السفر، ابتداءً من 4 يوليو |
| سعد الحسيني            | محافظ كفر الشيخ السابق                   | منع من السفر، ابتداءً من 4 يوليو |
| خالد عبد الله يونس     | داعية وإعلامي                            | اعتقل في 1 يوليو                |
| طارق الزمر             | رئيس المكتب السياسي لحزب البناء والتنمية | منع من السفر، ابتداءً من 4 يوليو |
| حازم صلاح أبو إسماعيل  | مرشح رئاسي سابق، رُفض ترشيح               | منع من السفر، ابتداءً من 4 يوليو |
| أبو العلا ماضي         | رئيس حزب الوسط                           | مُنع من السفر، ابتداءً من 4 يوليو |
| عبد المنعم عبد المقصود | محامي جماعة الإخوان المسلمين             | مُنع من السفر، ابتداءً من 4 يوليو |
| محمود غزلان            | عضو مكتب إرشاد جماعة الإخوان المسلمين    | مُنع من السفر، ابتداءً من 4 يوليو |
| ماجد الزمر             | -                                        | مُنع من السفر، ابتداءً من 4 يوليو |
| نور الدين عبد الحافظ   | مذيع في قناة مصر 25                      | مُنع من السفر، ابتداءً من 4 يوليو |

## التفاعل الدولي
منظمات
- الأمم المتحدة: صدر بيان في 1 يوليو عن المكتب الإعلامي لأمين عام الأمم المتحدة بان كي مون جاء فيه «ينبغي توجيه إدانة قوية لما تردد عن سقوط عدد من القتلى والجرحى وكذلك الاعتداء الجنسي ضد المتظاهرات إضافة إلى أعمال تدمير الممتلكات وذلك رغم ما يبدو من أن الغالبية العظمى من أولئك الذين يشاركون في الاحتجاجات يقومون بذلك سلميًا».[48] يوم الثلاثاء، تلا روبرت كولفيل من مكتب الأمم المتحدة لحقوق الإنسان بيانا. واضاف {{اقتباس مضمن|اننا نتابع بقلق بالغ الوضع المتوتر للغاية في مصر ونرغب في نقل رسالة تضامن قوية ودعم للشعب المصري". «ندعو الرئيس المصري للاستماع إلى مطالب ورغبات الشعب المصري ومعالجة القضايا الرئيسية التي أثارتها المعارضة والمجتمع المدني في الأشهر الأخيرة، وكذلك الاستماع إلى الدروس من الماضي في هذا الوضع الهش بشكل خاص ».
- الاتحاد الأوروبي: أصدر الاتحاد الأوروبي تصريحًا مقتضبًا وردَ فيه: «إننا ندعو جميع القوى السياسية في مصر إلى التزام الهدوء وتجنب العنف ومباشرة الحوار السياسي.»[49]

دول
- الولايات المتحدة: قال الرئيس الأمريكي باراك أوباما «الرئيس مرسي رئيس منتخب لكن على حكومة مرسي الآن احترام المعارضة وجماعات الأقليات.»[50] وتعقيبًا على بيان القوات المسلحة في 1 يوليو، قال المتحدث باسم وزارة الدفاع الأمريكية «نحن في عملية استعراض لذلك البيان، ولسنا متأكدين تمامًا عن ما سيحدث بشكل أو آخر في الـ 48 ساعة المقبلة».[51]
- إسرائيل: قال رئيس الوزراء الإسرائيلي بنيامين نتنياهو لصحيفة كورييري ديلا سيرا الإيطالية : «مثل الجميع، نحن نراقب بعناية ما يحدث في مصر». «تذكر أنه على مدار 30 عامًا حتى الآن، كان لدينا مرساة للسلام والاستقرار في الشرق الأوسط، وكانت تلك معاهدة السلام المصرية الإسرائيلية. ونأمل أن يتم الحفاظ على السلام».
وقال السفير الإسرائيلي السابق في مصر، إيلي شاكيد، «عدم الاستقرار مضر لإسرائيل. عدم الاستقرار مضر بالشرق الأوسط». وأضاف: «حتى مع وجود المتطرفين في السلطة، فقد أظهروا أنهم يفهمون قيمة مصر أو مصالحها».[52]
- روسيا: أصدرت وزارة الخارجية الروسية بياناً أشارت فيه إلى أن على جميع الأطراف في السياسة المصرية الامتناع عن استخدام العنف لأنه "سيؤدي إلى مزيد من التصعيد" في البلاد. وقال البيان «نحن ندرك تماما أن القضايا المعاصرة في مصر لا يمكن حلها ما لم يتم التعامل معها من خلال سياق قانوني من أجل ضمان الوحدة الوطنية والتوافق على الإصلاحات الاقتصادية والاجتماعية والسياسية اللازمة».[53]
- المملكة المتحدة - صرح رئيس الوزراء ديفيد كاميرون في مجلس العموم في 3 تموز/وليو أنه: "يجب أن نناشد جميع الأطراف التزام الهدوء ووقف مستويات العنف، ولا سيما الاعتداءات الجنسية"، وأن هذا ليس من أجل المملكة المتحدة. "لدعم أي مجموعة أو حزب بمفرده. ما يجب أن ندعمه هو عمليات ديمقراطية مناسبة وحكومة مناسبة بالتراضي".[54]
- أستراليا: أثناء إصدار تحذير سفر للأستراليين الراغبين في زيارة مصر، تحدث وزير الخارجية بوب كار عن العنف في مصر. وقال: "للأسف، هناك أيضًا تقارير تفيد بأن متطرفين إسلاميين هددوا بالعنف ضد الكنائس والطوائف القبطية. نحث جميع الأطراف على نبذ العنف في التجمعات في الشوارع، وحث الشرطة والجيش المصريين على ممارسة ضبط النفس المناسب في حفظ النظام العام".
- فرنسا: دعا المتحدث باسم الخارجية الفرنسية فيليب لاليو السلطات المصرية للاستماع إلى "المخاوف المشروعة" للمحتجين.[53]
- الإمارات: وصف قائد شرطة دبي ضاحي خلفان على حسابه على تويتر البيان الصادر عن الجيش المصري بأنه "داعم لمطالب الشعب". واضاف "كونوا مع الناس لا ضدهم لانهم وحدهم هم القادرون على استقرار البلد".[55]
- سوريا: - قال وزير الإعلام عمران الزعبي إن الأزمة السياسية في مصر لا يمكن تجاوزها إلا إذا أدرك مرسي أن الغالبية العظمى من شعبه المصري يرفض وجوده ويريد إزالته. في 3 يوليو ، وصف جماعة الإخوان المسلمين بأنها منظمة "إرهابية" و "أداة أمريكية".[56]
  - قال وزير الإعلام عمران الزعبي إن نموذج جماعة الإخوان المسلمين في السلطة «سقط إلى غير رجعة» وقال إن «نموذج حكم الإخوان في مصر توفي، لكن شهادة وفاته لم تصدر بعد...والإخوان لديهم قدرة استثنائية على التخريب، واستطاعوا أن يخربوا في سنة ما بني منذ ثورة جمال عبد الناصر».[57]
  - لاحقًا، وفي حديث لصحيفة الثورة السورية، قال بشار الأسد إن ما يحدث في مصر «هو سقوط لما يسمى الإسلام السياسي» وأضاف «من يأت بالدين ليستخدمه لصالح السياسة أو لصالح فئة دون أخرى سيسقط في أي مكان في العالم».[58]
- نيجيريا: حثَّ وزير الشؤون الخارجية النيجيري أولوغبينغا أشيرو الجالية النيجيرية في مصر على التزام الهدوء يوم الاثنين بعد أحداث العنف الأخيرة، قائلًا: «أنا على اتصالٍ مع سفيرنا في القاهرة. ونحن نراقب التطورات بعناية، ولكن ليس هناك ما يدعو للقلق. أعتقد أن السلطات في مصر ستقوم باحتواء على الوضع. كما أن السفير على اتصال مع قيادة الجالية النيجيرية في مصر بخصوص ضرورة التزام الهدوء».[59]
- أستراليا: أصدرت الحكومة تحذيرًا لمواطنيها الراغبين بالسفر إلى مصر، وصرح وزير الخارجية الأسترالي بوب كار حول العنف الحاصل قائلًا: «للأسف، وردت أيضًا تقارير تفيد بأن المتطرفين الإسلاميين قد هددوا بممارسة العنف ضد الكنائس والمجتمعات القبطية. نحن نحثّ جميع الأطراف على نبذ العنف عند إقامة المسيرات في الشوارع، وعلى الشرطة المصرية ولجيش ممارسة ضبط النفس المناسب حفاظًا على النظام العام.»[60]
- تونس: استبعد رئيس الوزراء علي العريض انتقال ما يحدث في مصر إلى تونس قائلًا «أستبعد سيناريو مشابه لما يحدث في مصر لثقتي الكبيرة في وعي التونسيين وقدرتهم على قياس إمكانيات البلاد». وأضاف «منهجنا يتسم بالتوافق والشراكة ولا مبرر في اتجاه إهدار الوقت أو تعميق التجاذبات»، واعتبر أن ما يحدث في مصر انقلاب عسكري عن الشرعية. وهذا ما أكده الرئيس المنصف المرزوقي كذلك.[61]

## وصلات خارجية
- بيان القيادة العامة للقوات المسلحة المصرية (30 يونيو 2013)  - ويكي مصدر
- بيان القيادة العامة للقوات المسلحة المصرية (3 يوليو 2013)  - ويكي مصدر
- بيان القيادة العامة للقوات المسلحة المصرية (30 يونيو 2013)  - ويكي مصدر
- بيان القيادة العامة للقوات المسلحة المصرية (3 يوليو 2013)  - ويكي مصدر